# Giulio De Stefano
Giulio De Stefano (Castellammare di Stabia, 6 maggio 1929 – Castellammare di Stabia, 19 dicembre 2023) è stato un velista italiano, vincitore di una medaglia nella classe dragon della vela, in equipaggio con Antonio Cosentino e Antonio Ciciliano, ai Giochi olimpici di Roma 1960.

## Carriera
In carriera ha partecipato ad una edizione dei Giochi olimpici, a Roma 1960.

## Palmarès
| Anno | Manifestazione  | Sede | Risultato | Gara          |
| ---- | --------------- | ---- | --------- | ------------- |
| 1960 | Giochi olimpici | Roma | Bronzo    | Classe dragon |